# گشتاور دوقطبی الکتریکی
نیرویی است که باعث قطبیت مولکول می‌شود که آن را با نماد (μ) نشان می‌دهند و واحد اندازه‌گیری آن (D){دبای} است و به نوعی اثر چرخانندگی مولکول را نیز نشان می‌دهد.
گشتاور دوقطبی عددی نامنفی است. اگر گشتاور دوقطبی مولکولی صفر باشد، آن مولکول ناقطبی و اگر بزرگتر از صفر باشد، آن مولکول قطبی می‌باشد . مثلاً گشتاور دوقطبی آب 1.85D است.

## «حالت کلی»
در حالت کلی برای یک توزیع پیوسته بارها که در یک حجم Vتوزیع شده‌اند گشتاور دو قطبی چنین تعریف می‌شود
{\displaystyle \mathbf {-} symbol{p}({\boldsymbol {r}})=\int _{V}\rho ({\boldsymbol {r_{0}}})\,({\boldsymbol {r_{0}}}-{\boldsymbol {r}})\ d^{3}{\boldsymbol {r_{0}}},}
در حالی که r فاصله از poop مشاهده و d۳r۰ بر یک حجم ابتدایی r دلالت می‌کند برای  باریکه‌ای از چگالی بار حاصل جمع تابع دلتای دیراک است.
{\displaystyle \rho ({\boldsymbol {r}})=\sum _{i=1}^{N}\,q_{i}\,\delta (\mathbf {r} -\mathbf {r} _{i})\ ,}: